# Мехмед Тефик бей Бирен
Мехмед Тефик бей Бирен (на турски: Mehmet Tevfik Bey Biren) е османски офицер и чиновник.

## Биография
Роден е в 1867 година в Цариград в семейството на висш чиновник в министерството на образованието. Учи в Училището за държавна администрация (Mekteb-i Mülkiye), което завършва в 1885 г. Работи като управител (мюсесариф) на Йерусалим в периода между 1897 и 1901 г. Управител е на няколко вилаета. От януари до май 1910 година е кмет на Цариград. От март 1919 е депутат и до март 1920 година е министър на финансите, а през март - април 1920 г. - министър на благоустройството. Участва в преговорите за подписване на Севърския мир в 1920 г. От 19 август 1921 до 4 ноември 1922 година е последен председател на Държавния съвет. От април до ноември 1922 г. отново е министър на финансите. В 1922 година националистическото правителство го пенсионира и той започва академична кариера като професор по икономика.